# Elham Malekpoor Arashlu
Elham Malekpoor Arashlu (Perzisch:الهام ملک‌پور ارشلو) of Elham Malepoor is een Iraanse dichter, schrijver en onderzoeker. Zij is in Iran geboren en ze is semi-blind.

## Biografie
Elham is geboren op juli 1983 in Iran. Ze is afgestudeerd aan de Kerman Universiteit in de Perzische literatuur. Ze woont in Nederland en werkt als LHBT-rechtenactivist, schrijver en dichter.
Vanwege de bedreigingen tegen haar heeft zij Iran in september 2012 verlaten. Zij is lid van PEN International in Nederland sinds 2016.

## Boeken
Elham heeft haar eerste dichtbundel "Jamaica is ook een land..." (Perzisch:که جامائیکا هم کشوری‌ست...) in 2006 in Iran gepubliceerd.
Malekpoor is ook de auteur van de boeken "Een stoel om op te zitten" (Perzisch: صندلی برای نشستن), "De Historiografie van Homan" (Perzisch:تاریخ‌نگاری هومان) en "Het Breken van het ongewervelde vlees" (Perzisch:منقار در گوشت بی‌مهره).